# Trifunkcioni purinski biosintetički protein adenozin-3
Trifunkcioni purinski biosintetički protein adenozin-3 je enzim koji je kod ljudi kodiran GART genom.
Ovaj protein je trofunkcionalni polipeptid. On deluje kao fosforibozilglicinamid formiltransferaza (EC 6.3.4.13), fosforibozilglicinamidna sintetaza (EC 6.3.3.1), fosforibozilaminoimidazolna sintetaza (EC 2.1.2.2), koji je neophodan za de novo purinsku biosintezu.

## Literatura
- Hattori M; Fujiyama A; Taylor TD;  . (2000). „The DNA sequence of human chromosome 21.”. Nature. 405 (6784): 311—9. PMID 10830953. doi:10.1038/35012518.
- Banerjee D, Nandagopal K (2007). „Potential interaction between the GARS-AIRS-GART Gene and CP2/LBP-1c/LSF transcription factor in Down syndrome-related Alzheimer disease.”. Cell. Mol. Neurobiol. 27 (8): 1117—26. PMID 17902044. doi:10.1007/s10571-007-9217-2.
- Dahms TE; Sainz G; Giroux EL;  . (2005). „The apo and ternary complex structures of a chemotherapeutic target: human glycinamide ribonucleotide transformylase.”. Biochemistry. 44 (29): 9841—50. PMID 16026156. doi:10.1021/bi050307g.
- Kimura K; Wakamatsu A; Suzuki Y;  . (2006). „Diversification of transcriptional modulation: large-scale identification and characterization of putative alternative promoters of human genes.”. Genome Res. 16 (1): 55—65. PMC 1356129 . PMID 16344560. doi:10.1101/gr.4039406.
- Dagle JM; Lepp NT; Cooper ME;  . (2009). „Determination of genetic predisposition to patent ductus arteriosus in preterm infants.”. Pediatrics. 123 (4): 1116—23. PMC 2734952 . PMID 19336370. doi:10.1542/peds.2008-0313.
- Franke B; Vermeulen SH; Steegers-Theunissen RP;  . (2009). „An association study of 45 folate-related genes in spina bifida: Involvement of cubilin (CUBN) and tRNA aspartic acid methyltransferase 1 (TRDMT1).”. Birth Defects Res. Part A Clin. Mol. Teratol. 85 (3): 216—26. PMID 19161160. doi:10.1002/bdra.20556.
- Barbe L; Lundberg E; Oksvold P;  . (2008). „Toward a confocal subcellular atlas of the human proteome.”. Mol. Cell Proteomics. 7 (3): 499—508. PMID 18029348. doi:10.1074/mcp.M700325-MCP200.
- Zhang Y; Desharnais J; Marsilje TH;  . (2003). „Rational design, synthesis, evaluation, and crystal structure of a potent inhibitor of human GAR Tfase: 10-(trifluoroacetyl)-5,10-dideazaacyclic-5,6,7,8-tetrahydrofolic acid.”. Biochemistry. 42 (20): 6043—56. PMID 12755606. doi:10.1021/bi034219c.
- Brodsky G; Barnes T; Bleskan J;  . (1997). „The human GARS-AIRS-GART gene encodes two proteins which are differentially expressed during human brain development and temporally overexpressed in cerebellum of individuals with Down syndrome.”. Hum. Mol. Genet. 6 (12): 2043—50. PMID 9328467. doi:10.1093/hmg/6.12.2043.
- Kan JL, Moran RG (1997). „Intronic polyadenylation in the human glycinamide ribonucleotide formyltransferase gene.”. Nucleic Acids Res. 25 (15): 3118—23. PMC 146841 . PMID 9224613. doi:10.1093/nar/25.15.3118.
- Gomez HL; Santillana SL; Vallejos CS;  . (2006). „A phase II trial of pemetrexed in advanced breast cancer: clinical response and association with molecular target expression.”. Clin. Cancer Res. 12 (3 Pt 1): 832—8. PMID 16467096. doi:10.1158/1078-0432.CCR-05-0295.
- Zhang Y; Desharnais J; Greasley SE;  . (2002). „Crystal structures of human GAR Tfase at low and high pH and with substrate beta-GAR.”. Biochemistry. 41 (48): 14206—15. PMID 12450384. doi:10.1021/bi020522m.
- Gerhard DS; Wagner L; Feingold EA;  . (2004). „The status, quality, and expansion of the NIH full-length cDNA project: the Mammalian Gene Collection (MGC).”. Genome Res. 14 (10B): 2121—7. PMC 528928 . PMID 15489334. doi:10.1101/gr.2596504.
- Manieri W; Moore ME; Soellner MB;  . (2007). „Human glycinamide ribonucleotide transformylase: active site mutants as mechanistic probes.”. Biochemistry. 46 (1): 156—63. PMID 17198385. doi:10.1021/bi0619270.
- Strausberg RL; Feingold EA; Grouse LH;  . (2002). „Generation and initial analysis of more than 15,000 full-length human and mouse cDNA sequences.”. Proc. Natl. Acad. Sci. U.S.A. 99 (26): 16899—903. PMC 139241 . PMID 12477932. doi:10.1073/pnas.242603899.
- Rush J; Moritz A; Lee KA;  . (2005). „Immunoaffinity profiling of tyrosine phosphorylation in cancer cells.”. Nat. Biotechnol. 23 (1): 94—101. PMID 15592455. doi:10.1038/nbt1046.
- Zalkin H, Dixon JE (1992). „De novo purine nucleotide biosynthesis.”. Prog. Nucleic Acid Res. Mol. Biol. 42: 259—87. PMID 1574589.
- Vieira AR; McHenry TG; Daack-Hirsch S;  . (2008). „Candidate gene/loci studies in cleft lip/palate and dental anomalies finds novel susceptibility genes for clefts.”. Genet. Med. 10 (9): 668—74. PMC 2734954 . PMID 18978678. doi:10.1097/GIM.0b013e3181833793.
- Ewing RM; Chu P; Elisma F;  . (2007). „Large-scale mapping of human protein-protein interactions by mass spectrometry.”. Mol. Syst. Biol. 3 (1): 89. PMC 1847948 . PMID 17353931. doi:10.1038/msb4100134.
- Banerjee D, Nandagopal K (2009). „Phylogenetic analysis and in silico characterization of the GARS-AIRS-GART gene which codes for a tri-functional enzyme protein involved in de novo purine biosynthesis.”. Mol. Biotechnol. 42 (3): 306—19. PMID 19301155. doi:10.1007/s12033-009-9160-1.

## Spoljašnje veze
- Phosphoribosylglycinamide+formyltransferase на 